# Platariá
Platariá är en ort i Grekland.   Den ligger i prefekturen Thesprotia och regionen Epirus, i den västra delen av landet, 300 km nordväst om huvudstaden Aten. Platariá ligger 50 meter över havet och antalet invånare är 1 044.
Terrängen runt Platariá är kuperad. Havet är nära Platariá åt nordväst.Runt Platariá är det ganska glesbefolkat, med 45 invånare per kvadratkilometer. Närmaste större samhälle är Igoumenitsa, 5,9 km norr om Platariá. 